# Siemens Česká republika
Siemens, s.r.o. patří mezi největší elektrotechnické firmy v Česku. Firma Siemens na Českém území působila již koncem 19. století, po pádu komunismu se vrátila roku 1990. K roku 2016 vytváří více než 9 tisíc pracovních míst, což jej řadí mezi největší zaměstnavatele v Česku. Své technologie, produkty a služby dodává zákazníkům ze soukromého i státního sektoru v oblasti energetiky, zdravotnictví, průmyslové a veřejné infrastruktury. Skupina podniků Siemens v České republice vykázala v obchodním roce 2015 (říjen-září) tržby přes 30 miliard Kč.
Skupina Siemens ČR je součástí globálního elektrotechnického koncernu Siemens AG.

## Historie
Aktivity skupiny Siemens ČR mají v českých zemích dlouholetou tradici. První zastoupení bylo otevřeno v Praze a Brně na podzim roku 1890. Již před tím, v roce 1881, Siemens dokončil osvětlení v Rustonově libeňské strojírně a v roce 1885 dodal osvětlení do Stavovského divadla. Na přelomu století Siemens postavil řadu městských elektráren, v několika městech zprovoznil veřejné osvětlení, v Praze a Olomouci vybudoval tramvajový provoz a v Ostravě elektrifikoval parní dráhu.
Po vzniku Československa zde Siemens zřídil několik velkých závodů, ve kterých vyráběl jak silnoproudá zařízení pro elektrárny, průmyslové závody, doly, hutě a elektrické dráhy, tak elektromotory a generátory, telefony a ústředny, lékařské přístroje, hradlová zařízení pro dráhy, měřicí přístroje, elektrické nářadí a spotřebiče pro domácnost. V roce 1945 bylo zastoupení firmy včetně výrobních závodů znárodněno. K oživení došlo koncem šedesátých let. V roce 1971 Siemens otevřel technicko-poradenskou kancelář a obnovil dodávky moderních technologií. Do Československa se Siemens naplno vrátil v prosinci 1990 a rozrostl se ve skupinu sdružující řadu obchodních a servisních firem a výrobních závodů.

## Struktura společnosti
Siemens s.r.o. je dceřinou společností Siemens Aktiengesellschaft Österreich. Společnost vyrábí a prodává na českém území elektrotechnické produkty a s nimi spojené služby. V České republice provozuje také tři centra sdílených služeb. 

### Divize
- Oblast průmyslu

Součástí jsou divize Digital Factory a Process Industries and Drives. Do divize patří odštěpné závody: Industry Automation Services, Maintenance Technology, Busbar Trunking Systems, Elektromotory Mohelnice, Elektromotory Frenštát, Nízkonapěťová spínací technika.
Součástí jsou přidružené společnosti Siemens Product Lifecycle Management Software, Siemens Electric Machines, OEZ.
- Oblast Energetiky

Součástí jsou divize: Power and Gas, Energy Management, Wind Power and Renewables a Power Generation Services. Součástí jsou odštěpné závody Industrial Turbomachinery.
- Oblast zdravotnictví

V roce 1990 byla založena společnost Siemens Medicinská technika ČSFR, spol. s.r.o., později přejmenována na Siemens, s.r.o. V současné době[kdy?] je divize Healthcare samostatnou právní jednotkou a vystupuje od 1. 10. 2015 pod názvem Siemens Healthcare, s.r.o. Jejím hlavním zájmem je prodej medicínských přístrojů pro diagnostiku, terapii a laboratorní diagnostiku, specializovaných technologií pro zpracování a distribuci obrazových dat, které nesou název Siemens Healthineers. Poskytuje také služby medicínského servisu.
- Oblast Infrastruktury měst a obcí

Součástí jsou divize Building Technologies a Mobility.
Produktová oblast domácích spotřebičů a ostatních výrobků pro koncové zákazníky je vedena pod organizační jednotkou BSH domácí spotřebiče s.r.o. Společnost je dceřinou společností BSH Bosch und Siemens Hausgeräte GmbH se sídlem v Německu.

### Výrobní závody
- Brno – Průmyslové parní turbíny
- Drásov – Elektromotory a generátory
- Frenštát p. Radhoštěm – Elektromotory
- Letohrad – Nízkonapěťová spínací technika a pojistky (OEZ)
- Mohelnice – Přípojnicové systémy
- Mohelnice – Elektromotory
- Trutnov – Nízkonapěťová spínací technika

### Výzkum a vývoj
V ČR budoval Siemens vývojovou základnu intenzívnějším tempem od roku 2010, kdy po uzavření továrny ve Zličíně (2009) začalo rozšiřování projekce a konstrukce kolejových vozidel. V současnosti[kdy?] pracuje v ČR několik stovek vývojářů i v oblasti software, řídicích systémů, nn přístrojů a regulovaných pohonů.